# 無論如何都愛你
《無論如何都愛你》是台灣女歌手江明娟的首張錄音室專輯，也是首張演唱專輯，於2010年4月28日推出。
- 首發限定盤 (加贈「First Time初心寫真」36頁)
- 啟程正式盤 (加贈「前進吧！」悠遊卡貼紙2款)

## 曲目
1. 單細胞（《就想賴著妳》插曲） （第三主打）
2. 無論如何都愛你 (專輯同名主打) （第四主打）
3. 親愛的你怎麼不在身邊 (原唱：江美琪)
4. 海是你 (人生情歌手 最具渲染力的痛情歌) （《我和我的兄弟·恩》片尾曲） （第一主打）
5. 為你我受冷風吹 (原唱：林憶蓮)
6. 如果沒有你 (原唱：莫文蔚)
7. 做自己
8. 許願樹
9. 家在心裡面 （第二主打）
10. 祝我幸福 (原唱：楊乃文)

## MV
1. 首波主打《海是你》。
2. 第二波主打《家在心裡面》。
3. 第三波主打《單細胞》。
4. 第四波主打《無論如何都愛你》。

| ' | 第1張專輯 2010年4月28日 | 第1張專輯 2010年4月28日 | 下一張專輯： |